# Löschnerovo náměstí
Löschnerovo náměstí (v minulosti označováno jako Masarykovo náměstí nebo Gymnaziální náměstí) je jedno z aktuálně tří náměstí nacházejících se v Kadani (okres Chomutov, Ústecký kraj). Nachází se nedaleko historického jádra města na spojnici ulic Kpt. Jaroše, Boženy Němcové a Na Příkopě a nedaleko Chrámu svaté Anny. Náměstí má přibližně obdélníkový tvar.

## Historie
Dnešní Löschnerovo náměstí se začalo formovat již v raném středověku. Osídlení je zde archeologicky doloženo ještě před založením královského města. Ve 13. století byl v jihovýchodním cípu budoucího náměstí založen minoritský klášter sv. Michaela a celý dnešní prostor předělovala věžová gotická brána zvaná Prunéřovská. Celý úsek byl opevněn jednou vnější zdí vedoucí od bašty později nazvané Židovský templ až k vnějšímu vstupu do barbakánu.
Tento prostor tvořil dřívější kadaňské předměstí a od 16. století byl označován jako „čtvrť u Prunéřovské brány“. Z archeologického výzkumu je patrné, že se před Prunéřovskou bránou ona Prunéřovská ulice výrazně rozšiřovala, čímž zde vytvořila trojúhelníkovité náměstí. V této lokalitě je písemnými prameny dokázána i existence kovárny fungující až do 17. století. Jedinou sakrální budovou na náměstí je Chrám svaté Anny.

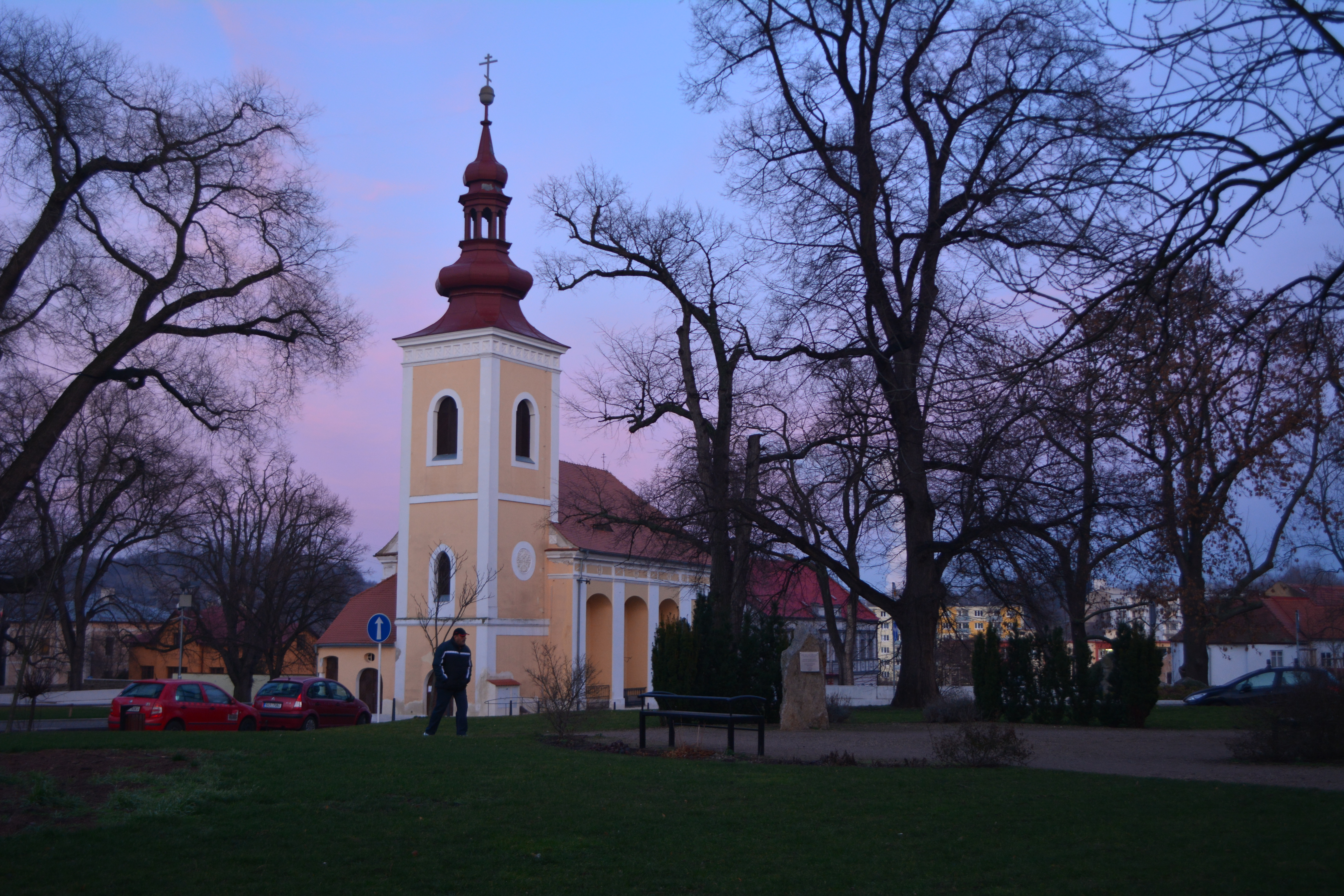
Kostel svaté Anny

Na přelomu 15. a 16. století zažívá náměstí velký architektonický rozvoj, o čemž svědčí i nálezy žebrových kleneb ze zdejších domů. Hlavní dominantou tohoto náměstí byla Prunéřovská brána, která ale byla v rámci městské asanace roku 1834 zbořena, čímž došlo ke spojení s náměstím a byl zde vytvořen park.
Minoritský klášter postupem času ztratil svou funkci a tak bylo rozhodnuto o využití kláštera roku 1788 jako sídla krajského úřadu Žateckého kraje. Mezi lety 1803 a 1823 zde sídlilo piaristické gymnázium a od roku 1850 tu byly dočasně umístěny kanceláře okresního hejtmanství a okresního soudu, který zde sídlil až do roku 1960, kdy sem byl přestěhován státní okresní archiv. Po dalších demolicích bylo náměstí upraveno a v roce 1863 jako soukromá parcela koupeno Josefem Wilhelmem Löschnerem, který zde měl svou soukromou zahradu. Nový vlastník nechal za své prostředky opravit i tehdy chátrající Chrám svaté Anny. V roce 1869 Josef Wilhelm Löschner daroval celé prostranství zpět městu, které ho 8. května 1878 slavnostně po něm pojmenovalo.
Tehdejšímu náměstí vévodil velký obelisk s plaketou věnovanou Josefu Wilhelmu Löschnerovi. Jedním z dalších pomníků náležel také Theodoru Körnerovi, německému romantickému básníkovi.
V roce 1883 vznikl za Chrámem svaté Anny, na místě zrušeného hřbitova vedle kostela, tzv. Školní park, které bylo roku 1894 následně přejmenovány na Schmeykalovy sady. O čtyři roky později, v roce 1887, vznikla nedaleko Löschnerova náměstí židovská synagoga, která byla 9. listopadu 1938, během Křišťálové noci, vypálena fanatickým davem místních národních socialistů.

## Současnost

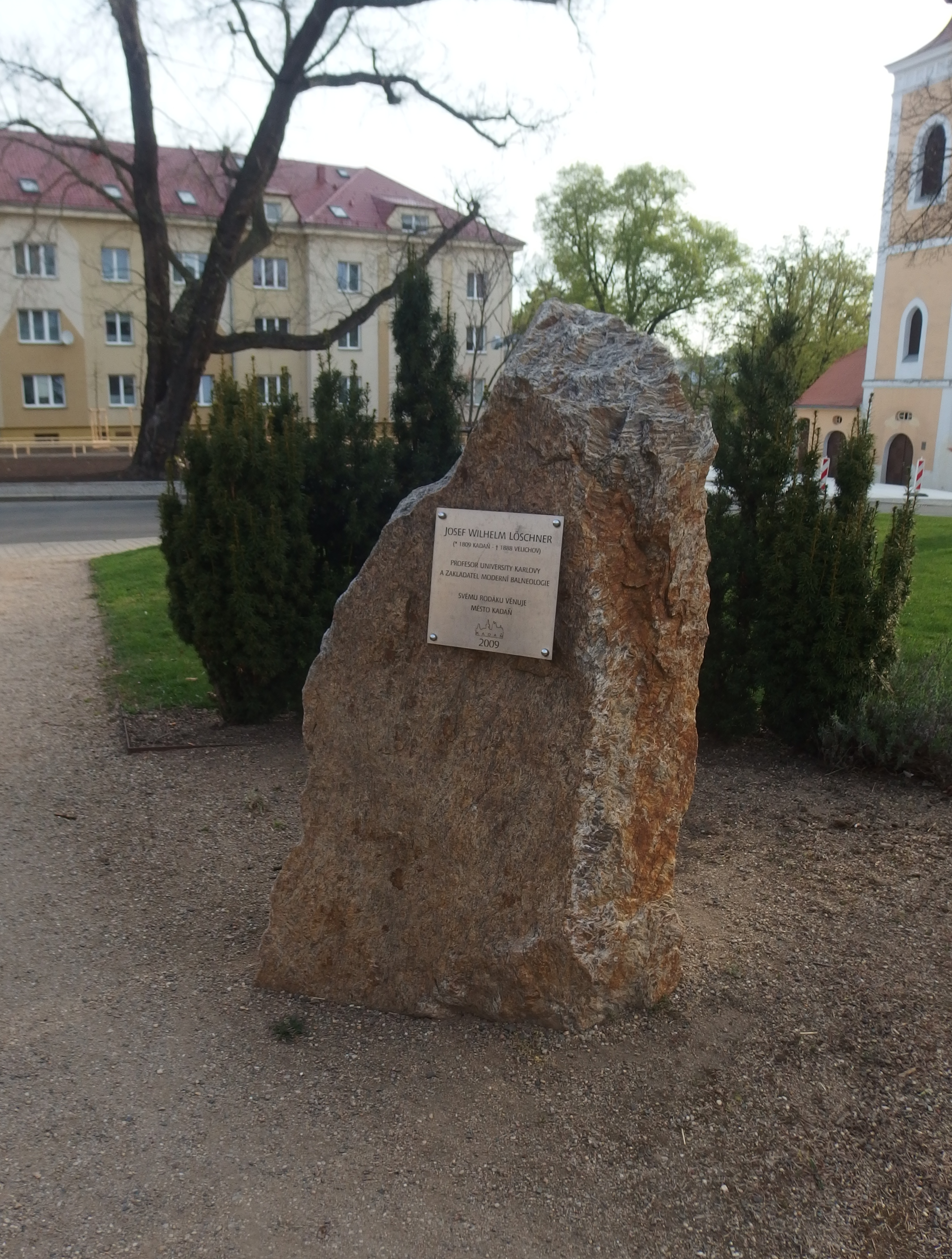
Pamětní plaketa

Po roce 1945 prošlo náměstí velkými změnami, byly strženy všechny pomníky, které se na něm nacházely a náměstí bylo přejmenováno podle prvního prezidenta Československé republiky T. G. Masaryka a všechny parky v okolí kostela byly přejmenovány podle F. D. Roosevelta, které stejně byly nakonec po únorovém převratu přejmenovány na Sady pionýrů. V roce 1952 bylo nařízením městské rady celé náměstí zrušeno a v 50. letech došlo k velkému urbanistickému zásahu postavením nových bloků činžovních domů.
Již 1. října 2009 byl slavnostně odhalen pomník Josefa Wilhelma Löschnera a celému prostranství bylo vráceno staronové jméno Löschnerovo náměstí.

## Ocenění
V letech 2014 a 2015 proběhla generální rekonstrukce celého náměstí podle projektu pražského ateliéru Uhlík architekti vedeného Petrem Uhlíkem. Realizace nové stavby obdržela v soutěži Stavba roku 2015 prestižní Cenu Ministerstva pro místní rozvoj a Asociace pro urbanismus a územní plánování za veřejný prostor.